# Гессе, Эрик Романович
Э́рик Рома́нович Ге́ссе (1883, Выборг — 26 ноября 1938, Ленинград) — советский хирург, доктор медицинских наук, профессор, один из основателей трансфузиологии в СССР, главный редактор научно-практического медицинского журнала «Вестник хирургии имени И. И. Грекова» (1934—1937), директор Ленинградского НИИ переливания крови (1934—1937).

## Биография
Эрик Романович Гессе родился в 1883 году в Выборге, Великое княжество Финляндское, Российская империя. По национальности немец. После окончания гимназии в Санкт-Петербурге поступил в Императорскую Военно-медицинскую академию, из которой был выпущен в 1907 году и направлен на работу в Обуховскую больницу. В Обуховской больнице Гессе сначала работал рентгенологом, а затем проходил хирургическую подготовку под руководством одного из ведущих хирургов Российской империи того времени Г. Ф. Цейдлера, заведовавшего хирургическим отделением.
В 1918 году Гессе стал во главе больницы Свято-Троицкой общины сестёр милосердия, рассчитанной на 50 коек. Совмещая должности главного врача и заведующего хирургическим отделением, Э. Р. Гессе произвёл восстановление больницы после разрухи, вызванной Октябрьской революцией и Гражданской войной, и добился расширения коечного фонда больницы до 250 единиц. Эта больница в 1922 году была переименована в больницу «Памяти 5-летия Октябрьской революции» и стала самым мощным стационаром в Петрограде, взявшим на себя функции по оказанию неотложной хирургической помощи населению. В 1925 году Гессе стал профессором и заведующим кафедрой общей хирургии Государственного института медицинских знаний (в настоящее время — Северо-Западный государственный медицинский университет имени И. И. Мечникова), сменив на этой должности С. С. Гирголава, и по совместительству начал осуществлять научное руководство отделением нейрохирургии Психоневрологического института имени В. М. Бехтерева, занимая должность заведующего этим отделением в течение 9 лет. После скоропостижной кончины И. И. Грекова в 1934 году Э. Р. Гессе был избран на должность заведующего 1-й кафедрой хирургии Государственного института медицинских знаний.
В 1930 году по ложному обвинению как участник немецкой контрреволюционной группировки Э. Р. Гессе, этнический немец, был арестован, но вскоре дело было прекращено.
Э. Р. Гессе являлся одним из первых организаторов станций переливания крови в Ленинграде. 16 сентября 1931 года на базе больницы «Памяти 5-летия Октябрьской революции» была открыта первая из них, а в июне 1932 года он выступил с предложением о преобразовании станции переливания крови в научно-практический институт переливания крови, который был открыт в 1932 году на базе больницы имени Урицкого и в 1933 году переименован в Ленинградский научно-исследовательский институт переливания крови. Первоначально Гессе являлся научным руководителем организованного им института, а в 1934 году занял должность его директора.
14 августа 1937 года Э. Р. Гессе был вновь арестован по ложному доносу: его обвинили в шпионско-вредительской деятельности, заключавшейся в умышленном заражении донорской крови патогенными бактериями, хранении компонентов крови в ненадлежащих условиях, что делало их непригодными к применению, а также в формировании из врачей — этнических немцев «пятой колонны», готовой в случае войны с Германией оперативно выполнять присылаемые оттуда распоряжения. Подозрение вызывал также и тот факт, что сын Э. Р. Гессе проходил обучение в Германии. Военным трибуналом Ленинградского военного округа 15 июля 1938 года приговорён к высшей мере наказания по статьям 17-58-9, 58-6 ч. 1, 58-11 Уголовного кодекса РСФСР, приговор утверждён Военной коллегией Верховного суда СССР 29 августа 1938 года. Э. Р. Гессе расстрелян 26 ноября 1938 года в Ленинграде. Посмертно полностью реабилитирован в 1959 году.

## Вклад в медицинскую науку

### В нейрохирургию и общую хирургию
Э. Р. Гессе является автором и редактором нескольких практических руководств по хирургии. В 1935 году вышло первое в СССР двухтомное руководство «Общая хирургия», написанное им совместно с С. С. Гирголавом и В. А. Шааком; в соавторстве с ними же он выступил главным редактором четырёхтомного руководства для врачей «Ошибки, опасности и непредвиденные осложнения при лечении хирургических заболеваний», вышедшего в 1936—1937 годах. В 1937 году вышло в свет трёхтомное руководство «Частная хирургия», в котором перу Гессе принадлежат главы по хирургии головного мозга, диафрагмы, сердца, средостения, а также опухолей черепных нервов, повреждений и ранений позвоночника и спинного мозга, воспалительных заболеваний спинного мозга и его оболочек. Гессе одним из первых в СССР начал разрабатывать проблемы хирургии вегетативной нервной системы, чему были посвящены его многочисленные научные статьи в медицинских журналах и несколько монографий. Он разработал новые операции на вегетативной нервной системе, провёл изучение изменений, возникающих после десимпатизации конечностей и о́рганов.

### В сосудистую хирургию
В 1921 году Э. Р. Гессе в соавторстве с В. А. Шааком опубликовал в журнале «Новый хирургический архив» большую основополагающую статью «Анатомо-физиологическая и клиническая оценка сафено-бедренного анастомоза при варикозном расширении вен нижних конечностей в освещении отдаленных результатов на основании 115 собственных наблюдений».

### В гемотрансфузиологию
Особого внимания заслуживает вклад Э. Р. Гессе в развитие трансфузиологии. Уже в 1921 году он стал применять переливание крови, а в 1926 году на XVIII-м съезде российских хирургов в Москве выступил с докладом «О показаниях к переливанию крови», в котором привёл анализ самого большого в стране опыта переливания крови. В 1926 году вышла статья Гессе «Об организации профессионального донорства». Им разрабатывались проблемы посттрансфузионных осложнений: в 1932 году в журнале «Вестник хирургии и пограничных областей» была опубликована написанная им совместно с А. Н. Филатовым статья «Экспериментальные наблюдения по вопросу об изменениях в организме при гемолизе и мерах борьбы с последствиями гемолиза при переливании крови», а в 1933 году эти же авторы опубликовали в журнале «Советская хирургия» статью «Клиническое подтверждение лечения гемолитического шока при переливании крови по нашему методу». Основываясь на материалах последней статьи, Э. Р. Гессе сделал доклад на V-м конгрессе по переливанию крови в Риме. Эта работа была отмечена премией Наркомздрава. Кроме того, Гессе занимался разработкой проблемы универсального донора. В 1935 году под его редакцией вышел в свет первый том библиографии по гемотрансфузиологии, куда вошли 4423 работы на русском, французском, английском и итальянском языках.

## Хирургическая школа
Э. Р. Гессе была создана большая хирургическая научная школа. Его учениками являются многие известные учёные-хирурги, среди которых Н. И. Блинов, Л. Г. Богомолова, А. Г. Маянц, Н. Г. Карташевский, С. М. Курбангалеев, И. Р. Петров, А. Н. Филатов.

## Общественная деятельность
После смерти И. И. Грекова по постановлению Хирургического общества Пирогова от 8 марта 1934 года Э. Р. Гессе был избран новым ответственным редактором научно-практического медицинского журнала «Вестник хирургии имени И. И. Грекова». При нём содержание журнала претерпело значительное количество существенных изменений: большое внимание, наряду с вопросами клинической и экспериментальной хирургии, стало уделяться военно-полевой хирургии, травматологии, методологии, а так называемые «пограничные области» были отодвинуты на задний план в связи с появлением целого ряда специализированных журналов; увеличилось с 5 до 14 количество разделов журнала. Избрание Гессе главным редактором ведущего хирургического журнала свидетельствовало о его высоком авторитете в научных хирургических кругах.
В 1933 и 1936 годах Гессе организовал научно-практические конференции по переливанию крови, в которых приняли участие делегаты из разных городов Советского Союза. Только на первой такой конференции было заслушано 30 тематических докладов учёных-медиков из Ленинграда, Москвы и других городов. Э. Р. Гессе одним из первых в СССР (после Н. Н. Еланского) озвучил проблему организации профессионального донорства, предложив привлекать в качестве доноров родственников больных, студентов-медиков и других молодых людей, а за сданную кровь либо выплачивать денежную компенсацию, либо предоставлять дополнительные дни к отпуску. Он рекомендовал создавать при лечебных учреждениях специальные донорские группы, организовав одну из них и при своей клинике.

## Медицинские термины, в которых присутствует имя Э. Р. Гессе
- Операция Гессе — хирургическая операция, применяемая при доброкачественных сужениях пищевода, при которой сначала производится разрез по Марведелю с отворачиванием левой рёберной дуги, затем брюшной отдел пищевода после его мобилизации подтягивается книзу, а длинная петля тощей кишки проводится впереди поперечной ободочной кишки, после чего накладывается тонкокишечно-пищеводный анастомоз «бок в бок» с трёхэтажным узловым швом; на завершающем этапе накладывается анастомоз по Брауну[нем.] между приводящим и отводящим коленами тощей кишки[23].